# Vysoká Pec (ort i Tjeckien, Karlovy Vary)
Vysoká Pec är en ort i Tjeckien.   Den ligger i regionen Karlovy Vary, i den västra delen av landet, 130 km väster om huvudstaden Prag. Vysoká Pec ligger 701 meter över havet och antalet invånare är 276.
Terrängen runt Vysoká Pec är kuperad österut, men västerut är den platt. Runt Vysoká Pec är det ganska tätbefolkat, med 248 invånare per kvadratkilometer. Närmaste större samhälle är Karlovy Vary, 17,6 km sydost om Vysoká Pec. I omgivningarna runt Vysoká Pec växer i huvudsak blandskog.